# PIKA★★NCHI DOUBLE
〈PIKA★★NCHI DOUBLE〉은 음악 그룹 아라시의 12번째 싱글 음반이다. 제이스톰이 이 음반의 판매를 담당하였다.

## 개요
- 아라시 주연 영화 피칸치 더블의 주제가인 동시에, 싱글 앨범 《피칸치》의 타이틀을 그대로 계승한 노래이다.《피칸치》는 별표가 1개인 것에 비해, 《피칸치 더블》은 《피칸치》의 속편인 것을 나타내기 위해 별표를 2개 붙였고, 흰색으로 표기한 별표도 검은색으로 표기한 것으로 바뀌었다.
- 뮤직비디오는 헬기장 위에서 촬영하였다.
- 판매량은 아라시 음반으로는 처음으로 10만 장을 밑돌아 누계도 처음으로 15만 장을 밑돌았다. 2009년 1월 현재 아라시 음반에서는 판매량이 가장 적은 음반이다.

## 수록곡

### 일반 판매용
1. 피칸치 더블(4분 41초)
2. 오리무중(4분 2초)
3. 피칸치 더블 연주곡(4분 41초)
4. 오리무중 연주곡(4분 2초)

### 한정판
1. 피칸치 더블(4분 41초)
2. 오리무중(4분 2초)
3. 길 더블 버전(4분 41초)
4. 피칸치 더블 연주곡(4분 41초)
5. 오리무중 연주곡(4분 2초)

## 만든 이

### 피칸치 더블
- 작사 : 스핀
- 랩 작사 : 사쿠라이 쇼
- 작곡 : 모리모토 야스카이

### 오리무중
- 작사 : 구보타 요지
- 랩 작사 : 사쿠라이 쇼
- 작곡 : 오야기 히로

### 길 더블 버전
- 작사 : 가와하라 마사히코
- 작곡 : 쓰지 요